# Jonas och Helen
Jonas och Helen är en roman av den svenske författaren Hjalmar Bergman från 1926. Boken skildrar ett ungt kärlekspar och är väl en av ganska få romaner i hans produktion som kan sägas ha ett lyckligt slut.